# Dogman (King's X)
Dogman è il quinto album in studio del gruppo musicale statunitense King's X, pubblicato nel 1994 dalla Atlantic Records.

## Tracce
1. Dogman – 5:23
2. Shoes – 4:41
3. Pretend – 4:57
4. Flies and Blue Sky – 4:13
5. Black the Sky – 3:40
6. Fool You – 3:01
7. Don't Care – 3:48
8. Sunshine Rain – 4:14
9. Complain – 3:15
10. Human Behavior – 5:11
11. Cigarettes – 5:11
12. Go To Hell – 3:15
13. Pillow – 4:24
14. Manic Depression – 4:59

## Formazione

### Gruppo
- Doug Pinnick – voce, basso
- Ty Tabor – voce, chitarra
- Jerry Gaskill – voce, batteria